# Estadio Ángel Carro
El Estadio Ángel Carro (en gallego: Estadio Anxo Carro) es un estadio de fútbol municipal situado en una de las riberas del río Miño en la ciudad de Lugo, en Galicia, España. Es el estadio en el que el Club Deportivo Lugo disputa sus partidos como local, se inauguró el 31 de agosto de 1974 y en la actualidad tiene una capacidad para 7114 espectadores. 
Lleva el nombre de Ángel Carro Crespo, encargado de la construcción del antiguo campo así como gran impulsor del deporte en la ciudad y presidente del Círculo de las Artes de Lugo en 1934.

## Historia

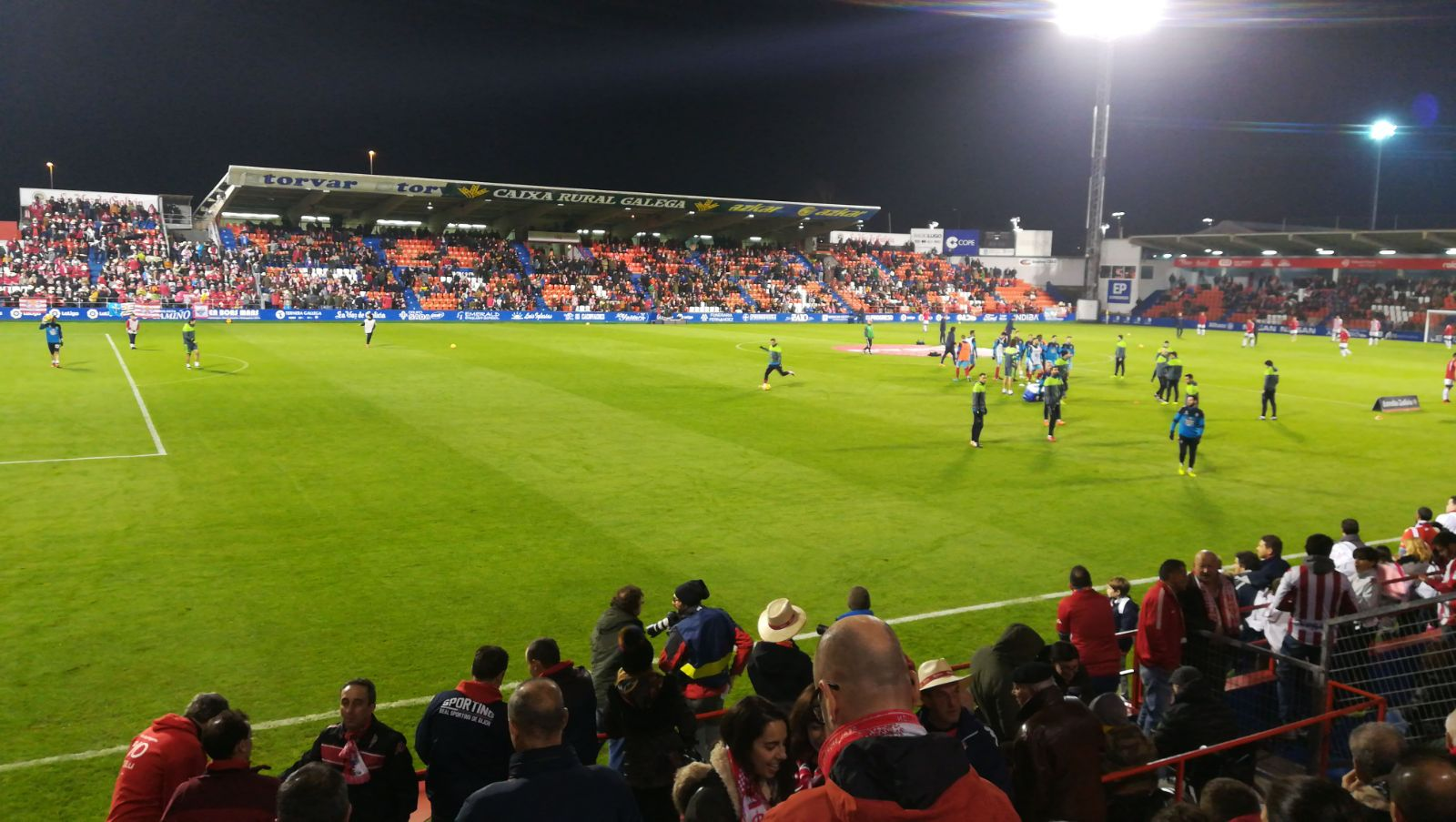
Interior del estadio

El estadio fue inaugurado el 31 de agosto de 1974, durante la segunda época que el Club Deportivo Lugo disputó en Tercera División y contaba con una capacidad de 5000 espectadores. Fue inaugurado con un triangular en el que participaron el propio Lugo, el Club Lemos y el Real Club Deportivo de La Coruña, en este torneo el vencedor fue el Deportivo de La Coruña que vencó 1-0 al Club Deportivo Lugo quien previamente había derrotado a los de Monforte de Lemos en la tanda de penalties del anterior encuentro. El primer gol del estadio fue marcado por el jugador del club deportivo Lugo  Ricardo Álvarez Suárez (Richard). 
En el año 2001, el estadio fue remodelado y modernizado completamente, pues se encontraba en un estado de semi-ruina debido al paso del tiempo a sucesivas obras sin mucha planificación previa. El proyecto de reforma consistió en la renovación de las tres gradas existentes y en la colocación de asientos en todas las localidades, el recinto ganó en infraestructura pero perdió parte de su capacidad que quedó establecida en 4800 espectadores, todos sentados.
En este campo se disputó el 3 de enero de 2007 la final de la Copa Xunta de Galicia que enfrentó al Club Deportivo Lugo con el Celta de Vigo con el resultado final de 2-3 para los de Vigo.
En 2013, con el club en Segunda División, y ante la imposibilidad de atender la demanda de aforo exigida en partidos de rivalidad regional o fronteriza (Sporting de Gijón, Ponferradina o Deportivo), el club llegó a un acuerdo con un empresario local para que este instalase y gestionase una grada supletoria en el fondo sur. Dicha grada contaba con un aforo para 2000 espectadores, con lo que la capacidad total del estadio quedó fijada en 8000 espectadores. Originalmente, el estadio tenía 2221 asientos en la grada general, 2827 en la grada de tribuna y 952 en el fondo norte. Estos asientos sumaban un aforo de 6000 espectadores sentados, de ahí que la grada supletoria, que cuenta con 2000 asientos, haya supuesto un aumento de capacidad hasta los 8000 espectadores sentados.
En el verano de 2019 se llevó a cabo el desmontaje parcial de la grada supletoria obligado por la normativa municipal, ya que el armazón invadía parte del espacio público colindante al estadio, y también por la Liga Nacional de Fútbol Profesional, que exigía la construcción de un fondo fijo. Se optó por rebajar la estructura hasta que no invadiese terreno municipal, para iniciar en la temporada siguiente (2020) la construcción de un fondo definitivo. Esta reforma fijó un aforo del estadio de 7114 espectadores.